# 雷恩市政厅
雷恩市政厅是法国布列塔尼大区首府雷恩的市政厅。 座落于雷恩歌剧院（opéra de Rennes）前面的市政厅广场（place de la mairie）。在1720年雷恩大火之后，由建筑师雅克加布里埃尔（Jacques V Gabriel）兴建于1734年到1743年。
从1840年到1855年，这座建筑的北翼曾经是雷恩大学法学院和理学院的所在地。
1922年，该建筑被列为法国历史古迹。

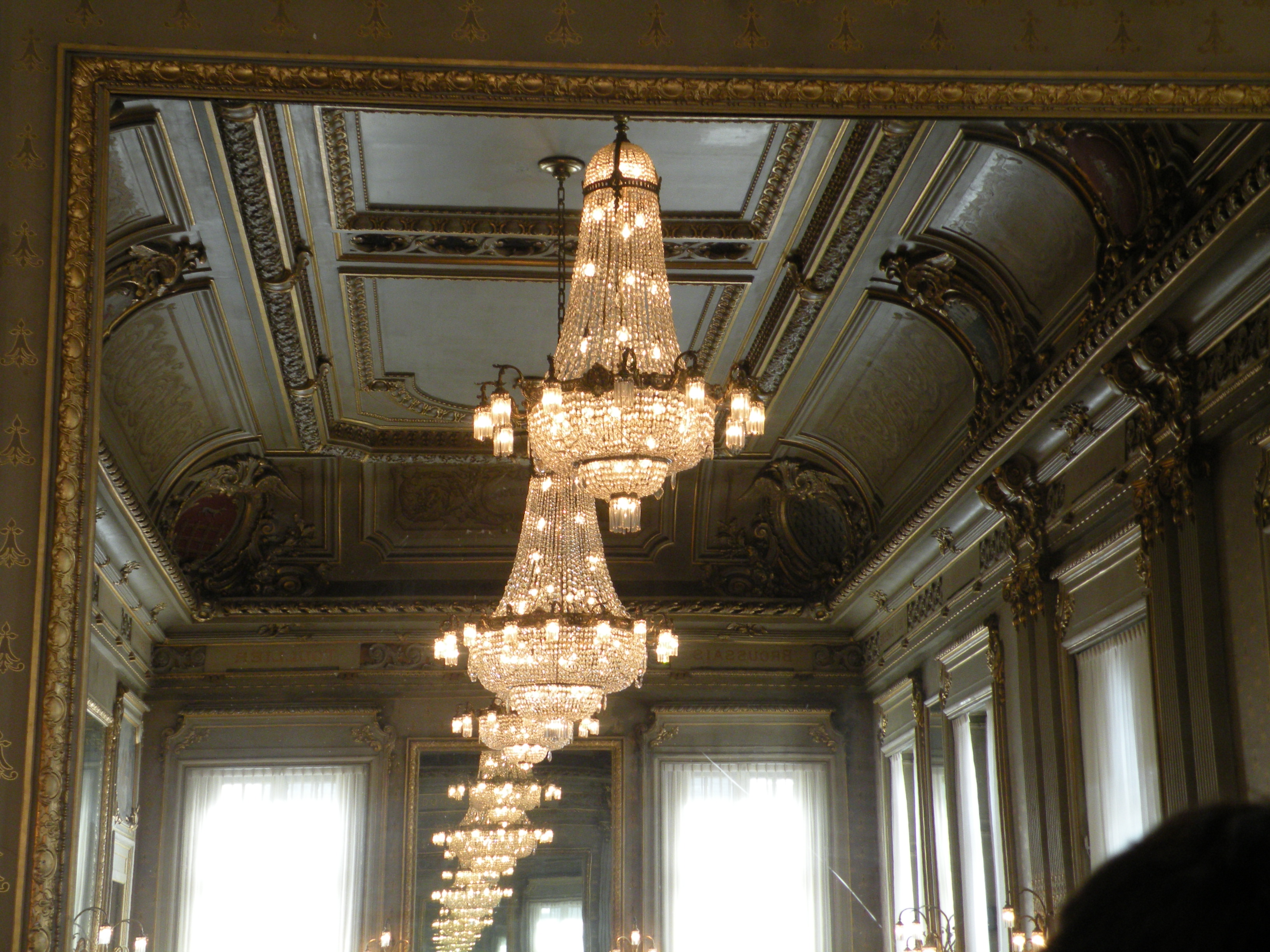
天花板
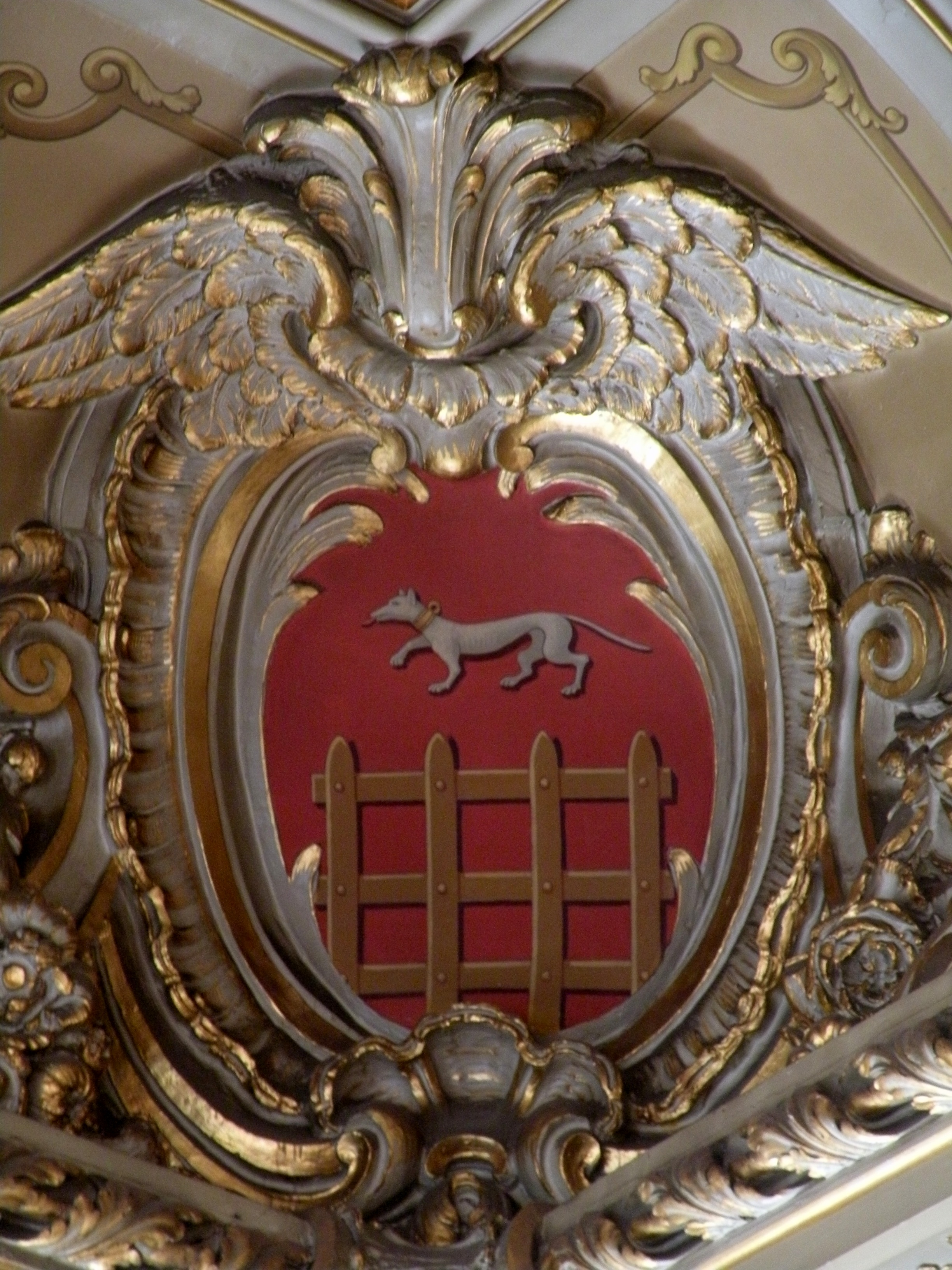
纹章
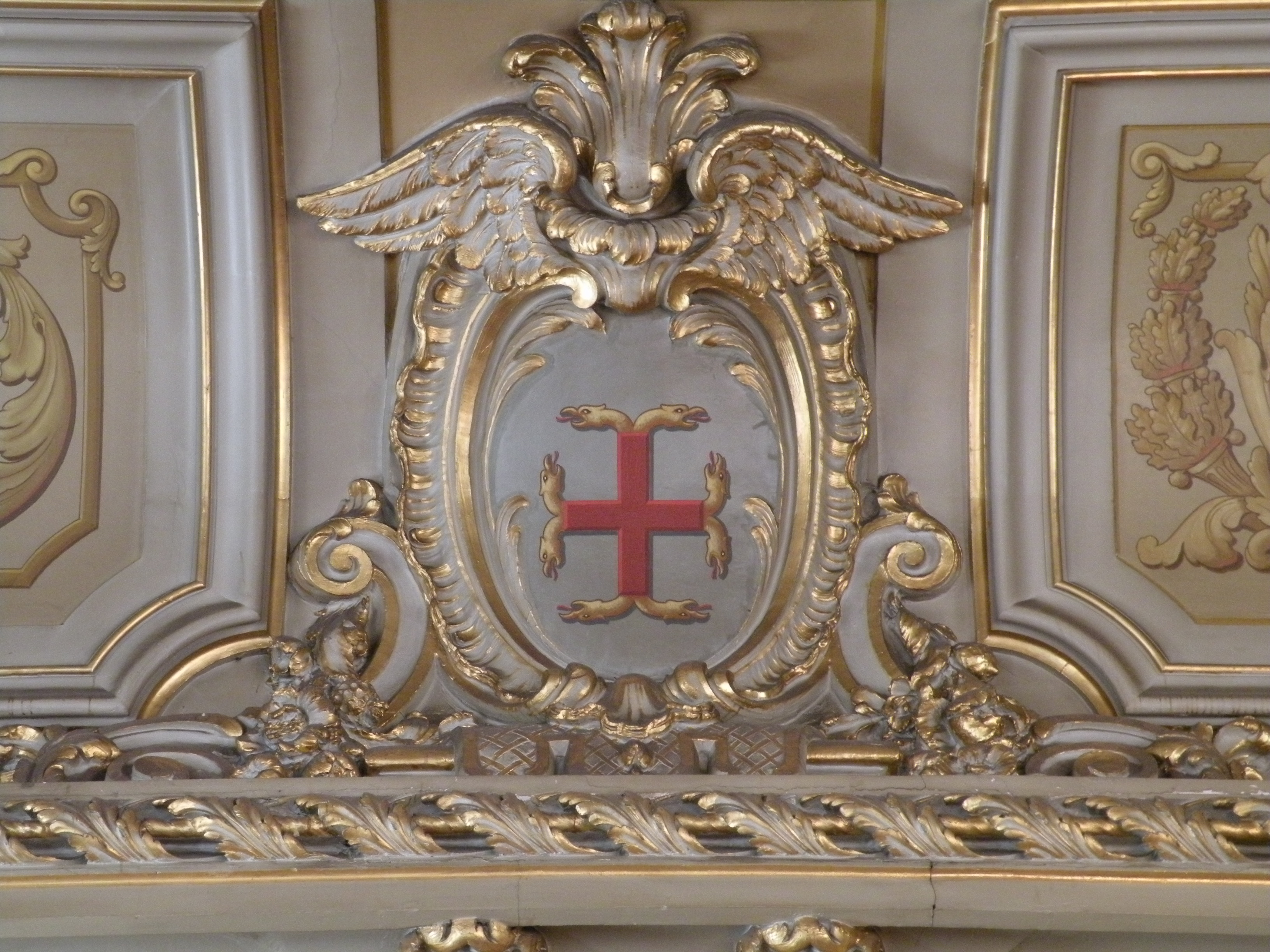
纹章
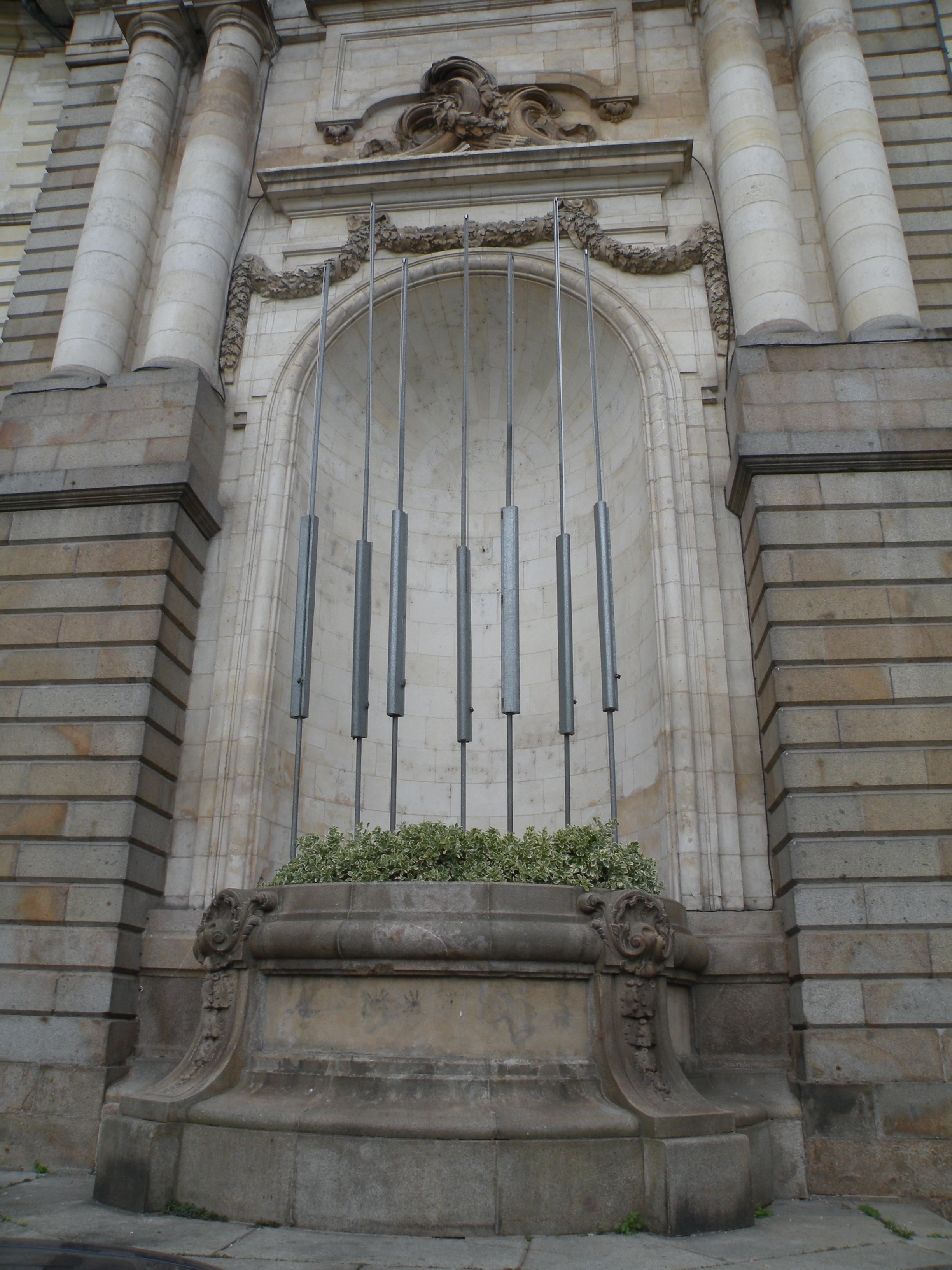
空壁龛，大革命前安放路易十五雕像